# جو كلاي
جو كلاي (بالإنجليزية: Joe Clay)‏ هو موسيقي ومغني أمريكي، ولد في 9 سبتمبر 1938 في هارفي في الولايات المتحدة، وتوفي في 26 سبتمبر 2016.

## وصلات خارجية
- جو كلاي على موقع ميوزك برينز (الإنجليزية)
- جو كلاي على موقع ديسكوغز (الإنجليزية)